# 関東大学サッカートーナメント大会
関東大学サッカートーナメント大会（かんとうだいがくサッカートーナメントたいかい）は、関東地区にある1都5県地域の各都県大学サッカー連盟と関東大学リーグに所属する大学サッカー部によるサッカー大会で、総理大臣杯の関東代表チームを決定する。
味の素が特別協賛しており、『アミノバイタルカップ』の通称で呼ばれる。

## 概要
総理大臣杯全日本大学サッカートーナメントに先立って6月に実施され、全出場校によるトーナメント戦で行われる。関東地区への割り当て出場校枠数に従って上位入賞校が本戦への出場権を得る。
以前は、1982年から始まった関東・関西大学サッカーCHAMPION'S CUP（関西学生サッカー連盟主管）へ同大会優勝校が招待を受けていた。
2004年の大会までは関東大学サッカー選手権大会が正式名称であったが、2005年の大会から総理大臣杯全日本大学サッカートーナメント関東代表決定戦（通称「総理大臣杯関東予選」）に変更された。なお、それまでも「関東大学サッカー選手権大会　兼　総理大臣杯全日本大学サッカートーナメント関東代表決定戦」と称していた。
2012年から大会の正式名称を関東大学サッカートーナメント大会とし上で、特別協賛社である味の素の栄養補助食品シリーズの商品名を冠した「『アミノバイタルカップ』関東大学サッカートーナメント大会」と称することとなった（大会名の変更に伴い、2012年を第1回としている）。引き続き全日本トーナメントの関東予選（及び順位決定）を兼ねて行なわれている。

### 主催など
出典：
- 主催：一般社団法人関東サッカー協会、一般財団法人関東大学サッカー連盟
- 主管：一般財団法人関東大学サッカー連盟
- 特別協賛：味の素（株）
- 協賛：キリンビバレッジ（株）、MCCスポーツ（株）、（株）西川、（株）ジールコミュニケーションズ、丸大食品（株）、（株）Maenomery、コアレックス信栄（株）

## 代表枠の変遷

### 2004年以前
参加全16校によるトーナメント戦を実施。総理大臣杯の関東出場枠は5校なので、準決勝敗退2校同士による3位決定戦、準々決勝敗退4校間による5位決定戦を実施。
関東大学サッカー選手権大会へ各リーグからの出場枠数は以下の通り。
- 関東大学サッカーリーグ1部2部（全16校）
- 東京都大学サッカーリーグ8校（代表決定戦を実施）
- 埼玉県大学サッカーリーグ2校（代表決定戦を実施）
- 千葉県大学サッカーリーグ2校（代表決定戦を実施）
- 神奈川県大学サッカーリーグ2校（代表決定戦を実施）
- 春季北関東大学サッカー選手権大会（群馬・栃木・茨城で別途開催での県代表による代表決定戦）2校

### 2005年
参加全28校を4つのブロックに分け、各ブロックトーナメント戦1位チームが総理大臣杯への出場権を獲得できる。なお関東リーグ1部前期リーグ終了時の首位チームは自動的に第1代表権を得る。
関東代表決定戦への各リーグからの出場枠数は以下の通り。
- 関東大学サッカーリーグ1部2部（23校）
- 都県リーグ代表5校。各都県リーグ代表12校による予選[2]で選出。3ブロックでのリーグ戦を実施し、各ブロック1位と、2位の中で勝ち点が上位の2校の合計5校。
  - 東京都大学サッカーリーグ4校（代表決定戦を実施）
  - 埼玉県大学サッカーリーグ2校（代表決定戦を実施）
  - 千葉県大学サッカーリーグ2校（代表決定戦を実施）
  - 神奈川県大学サッカーリーグ2校（代表決定戦を実施）
  - 春季北関東大学サッカー選手権大会（群馬・栃木・茨城で別途開催での県代表による代表決定戦）2校

### 2006年
参加全30校を5つのブロックに分け、各ブロックトーナメント戦1位チームが総理大臣杯への出場権を獲得できる。
関東代表決定戦への地区各リーグからの出場枠数は以下の通り。
- 関東大学サッカーリーグ1部2部（全24校）
- 都県リーグ代表6校。各都県リーグ代表12校による1回戦の予選[2]を行い勝者が出場。5月後半に実施。
  - 東京都大学サッカーリーグ4校（代表決定戦を実施）
  - 埼玉県大学サッカーリーグ2校（代表決定戦を実施）
  - 千葉県大学サッカーリーグ2校（代表決定戦を実施）
  - 神奈川県大学サッカーリーグ2校（代表決定戦を実施）
  - 春季北関東大学サッカー選手権大会（群馬・栃木・茨城で別途開催での県代表による代表決定戦）2校

### 2012年以降
参加全32校によるトーナメント戦を実施。6～7枠の総理大臣杯の出場校を決めるため、準決勝敗退2校同士による3位決定戦、準々決勝敗退4校間による順位決定戦を実施。
関東代表決定戦への地区各リーグからの出場枠数は以下の通り。
- 関東大学サッカーリーグ1部2部（全24校）
- 都県リーグ代表8校。各都県リーグ代表16校による1回戦のプレーオフを行い、勝者が出場。
  - 東京都大学サッカーリーグ4校（代表決定戦を実施）
  - 埼玉県大学サッカーリーグ3校（代表決定戦を実施）
  - 千葉県大学サッカーリーグ3校（代表決定戦を実施）
  - 神奈川県大学サッカーリーグ3校（代表決定戦を実施）
  - 春季北関東大学サッカー選手権大会（群馬・栃木・茨城で別途開催での県代表による代表決定戦）3校

## 大会結果
| 回 | 年度   | 優勝         | 結果                 | 準優勝       |
| -- | ------ | ------------ | -------------------- | ------------ |
| 1  | 2012年 | 早稲田大学   | 2 - 2 aet (PK 7 - 6) | 筑波大学     |
| 2  | 2013年 | 明治大学     | 3 - 0                | 慶應義塾大学 |
| 3  | 2014年 | 専修大学     | 5 - 3                | 駒澤大学     |
| 4  | 2015年 | 明治大学     | 0 - 0 aet (PK 5 - 3) | 筑波大学     |
| 5  | 2016年 | 桐蔭横浜大学 | 1 - 1 aet (PK 6 - 5) | 早稲田大学   |
| 6  | 2017年 | 順天堂大学   | 2 - 0                | 筑波大学     |
| 7  | 2018年 | 法政大学     | 2 - 1                | 明治学院大学 |
| 8  | 2019年 | 明治大学     | 2 - 0                | 立正大学     |
| 9  | 2020年 | 流通経済大学 | 3 - 2 aet            | 早稲田大学   |
| 10 | 2021年 | 産業能率大学 | 1 - 1 aet (PK 9 - 8) | 法政大学     |
| 11 | 2022年 | 国士舘大学   | 2 - 2 aet (PK 4 - 1) | 明治大学     |
| 12 | 2023年 | 国士舘大学   | 2 - 1                | 立正大学     |
| 13 | 2024年 | 明治大学     | 3 - 1                | 日本大学     |
| 14 | 2025年 | 流通経済大学 | 2 - 1                | 東洋大学     |

## 大学別優勝回数
| 大学名       | 優勝回数 | 準優勝回数 | 優勝年度            | 準優勝年度     |
| ------------ | -------- | ---------- | ------------------- | -------------- |
| 明治大学     | 4        | 1          | 2013,2015,2019,2024 | 2022           |
| 流通経済大学 | 2        | 0          | 2020,2025           |                |
| 国士舘大学   | 2        | 0          | 2022,2023           |                |
| 早稲田大学   | 1        | 2          | 2012                | 2016,2020      |
| 産業能率大学 | 1        | 0          | 2021                |                |
| 法政大学     | 1        | 1          | 2018                | 2021           |
| 桐蔭横浜大学 | 1        | 0          | 2016                |                |
| 専修大学     | 1        | 0          | 2014                |                |
| 順天堂大学   | 1        | 0          | 2017                |                |
| 筑波大学     | 0        | 3          |                     | 2012,2015,2017 |
| 立正大学     | 0        | 2          |                     | 2019,2023      |
| 慶應義塾大学 | 0        | 1          |                     | 2013           |
| 明治学院大学 | 0        | 1          |                     | 2018           |
| 日本大学     | 0        | 1          |                     | 2024           |
| 駒澤大学     | 0        | 1          |                     | 2014           |
| 東洋大学     | 0        | 1          |                     | 2025           |